# Austin-Ball A.F.B.1
L'Austin-Ball A.F.B.1 (Austin Fighting Biplane) fu un caccia biplano realizzato dall'azienda britannica Austin Motor Company, meglio nota per la sua produzione nel settore automobilistico, con il supporto dell'asso dell'aviazione britannica Albert Ball per essere utilizzato durante la prima guerra mondiale.
Benché potenzialmente possedesse caratteristiche che lo rendevano superiore ai pari ruolo contemporanei ne venne prodotto un solo prototipo e non fu mai avviato alla produzione in serie.

## Storia del progetto
Albert Ball, asso dell'aviazione britannica e figlio di Albert Ball Sr., imprenditore che faceva parte del Consiglio di Amministrazione dell'Austin Motor Company, cominciò ad interessarsi al progetto dei nuovi aerei da caccia ben prima del suo primo abbattimento aereo. Già il 14 aprile 1916 aveva inviato una lettera al padre dove, benché non ne avesse alcuna pretesa sulla paternità, citava di essere in possesso di appunti circa il disegno di un nuovo velivolo «...heaps better than the Hun Fokker...» (di molto migliore dei caccia Fokker) ma che non poteva pubblicarli e che li avrebbe portati a casa in occasione della sua prima licenza. Alcuni scrittori ritengono questa affermazione come riferimento iniziale alla progettazione che diede origine all'A.F.B.1, tuttavia la maggior parte degli storici dell'aviazione ritengono sia una deduzione errata in quanto il modello venne realizzato attorno al nuovo motore Hispano-Suiza, cosa che pone l'avvio del progetto qualche tempo dopo l'agosto del 1916. Lo scritto risale a sei mesi prima che il giovane pilota ricevesse una licenza ma sembra essere stato durante questo periodo che Ball Jr. iniziò a concretizzare le sue idee nelle specifiche per un progetto per un caccia monoposto.
Fu realizzato un solo prototipo. In realtà il velivolo prometteva prestazioni eccezionali, ma era già in produzione il caccia S.E.5a, sempre di costruzione Austin, e questo significava dover condividere gli impianti di produzione per la realizzazione sia dei due caccia che dei motori, in quanto i due aerei utilizzavano lo stesso propulsore. Inoltre Ball era già deceduto quando il prototipo fu pronto al suo primo volo.
L'esemplare venne portato in volo per la prima volta nel luglio 1917 ma pur confermando la bontà del progetto si decise di sospenderne lo sviluppo, sospensione che con la fine del conflitto diventerà definitiva rimanendo l'unico costruito.

## Tecnica
L'A.F.B.1 era caratterizzato da un aspetto generale, per l'epoca, tradizionale, monomotore biplano con carrello fisso, ma con l'ala superiore montata appena sopra la massiccia fusoliera che davano al velivolo un aspetto tozzo.
La fusoliera era massiccia, rispetto alle dimensioni del velivolo, sviluppata in altezza, e presentava un unico abitacolo aperto. Posteriormente terminava in una coda dall'impennaggio classico monoderiva dotato di piani orizzontali a pianta triangolare e controventati.
La configurazione alare era biplana, con entrambe le ali di ugual misura e di forma rettangolare con raccordi rastremati alle estremità alari. L'ala superiore era quasi direttamente collegata alla fusoliera, soluzione piuttosto originale e poco usata nel panorama tecnico dei biplani, permettendo così al pilota una visuale eccezionale in ogni direzione.
Il carrello d'atterraggio era un biciclo classico fisso anteriormente ed integrato posteriormente da un pattino d'appoggio posizionato sotto la coda.
Inusuale era anche l'armamento, la mitragliatrice posta sul muso sparava tramite la canna posizionata al centro del rotore a cui era fissata l'elica, sistema brevettato nel dicembre del 1915. L'altra mitragliatrice era montata sull'ala superiore e poteva essere puntata ad arco verso l'altro rispetto al pilota. Questa configurazione, combinata alla superiore visibilità offerta al pilota, rendeva il velivolo adatto alla tecnica combattiva preferita da Ball, cioè fare fuoco sul nemico dal basso.